# Teufelsstein (Lubmin)

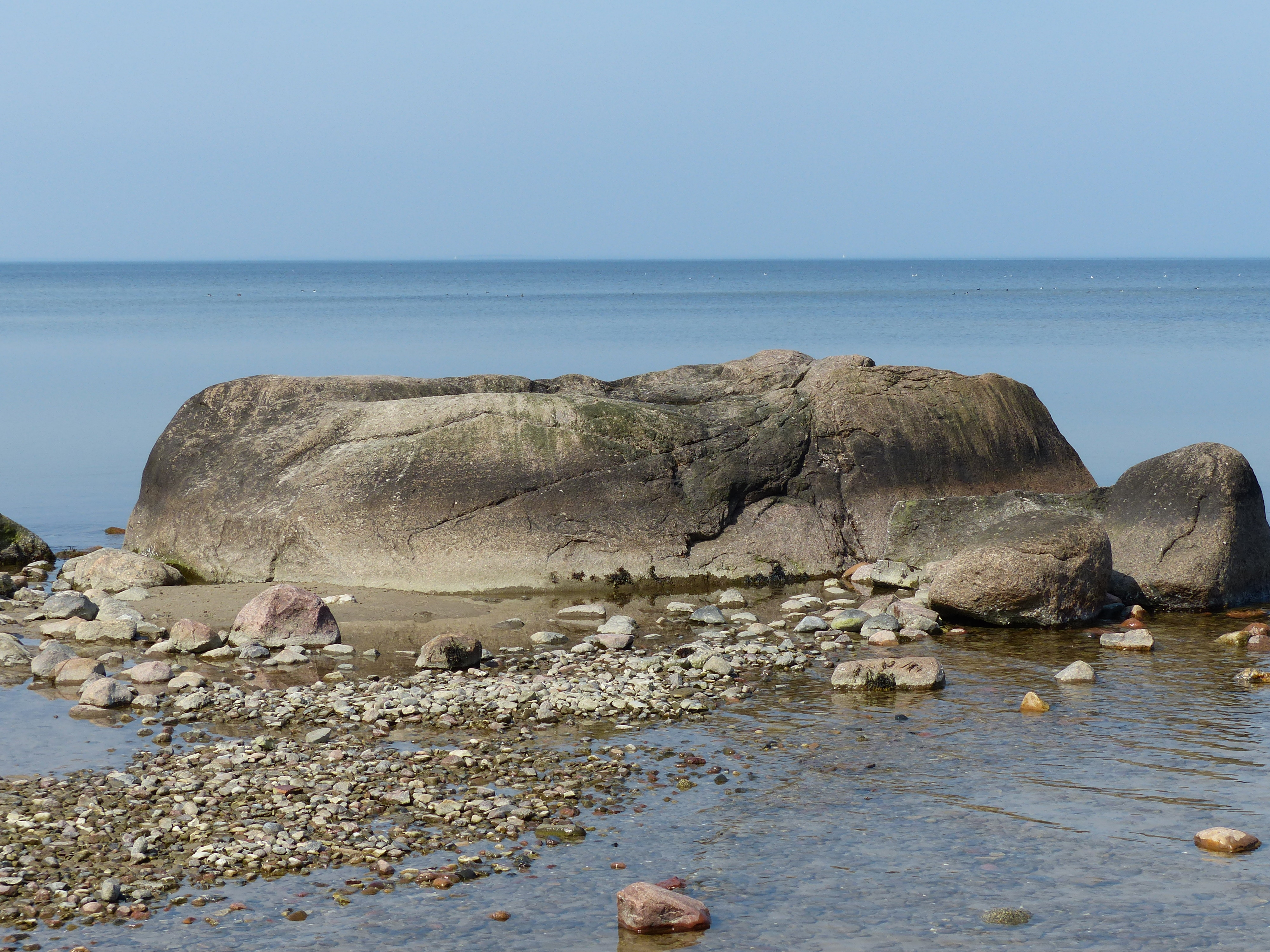
Teufelsstein

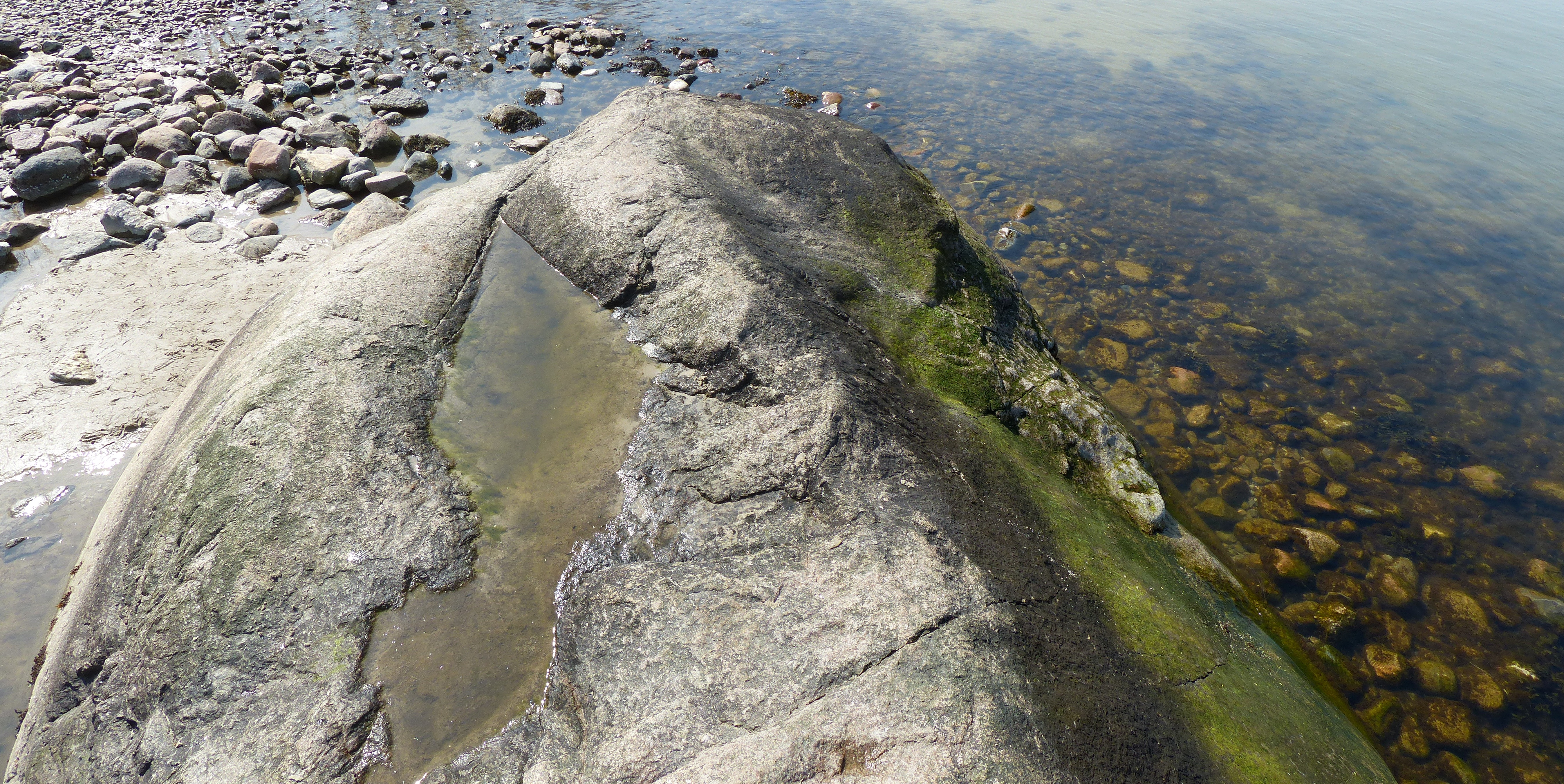
Mulde auf der Oberseite

Der Teufelsstein ist ein Findling im Greifswalder Bodden bei Lubmin. Er gehört zu den größten Findlingen im Landkreis Vorpommern-Greifswald. Der Stein ist als Geotop beim Landesamt für Umwelt, Naturschutz und Geologie Mecklenburg-Vorpommern unter der Nummer G2_032 erfasst.
Der Stein befindet sich auf der Schorre im südlichen Uferbereich des Greifswalder Boddens rund 25 m nördlich der Kliffküste. Noch 1909 befand er sich oberhalb des Kliffs. Er dient als Festpunkt zur Vermessung des Küstenrückgangs.
Seine Länge beträgt 6 m, die Breite 3,6 m und die Höhe 3,0 m. Bei einem Umfang von 16,9 m hat er ein Volumen von 34 m3. Er besteht aus Granit. Auf der Oberseite befindet sich eine Mulde in der sich Wasser sammelt.
Verschiedenen Sagen nach warf der Teufel von Rügen aus den Stein nach der Wusterhusener Kirche. Nach einer Sage prallte dieser jedoch vom Kirchturm ab, nach einer anderen verfehlte der Teufel die Kirche.